# Rhithrogena sowai
Rhithrogena sowai is een haft uit de familie Heptageniidae. De wetenschappelijke naam van de soort is voor het eerst geldig gepubliceerd in 1972 door Puthz.
De soort komt voor in het Palearctisch gebied.